# Артемије Антиохијски
Свети великомученик Артемије Антиохијски је хришћански светитељ и мученик из 4. века.
Рођен је око 300. године. У младости је био управник целокупне цареве имовине у време цара Констанција. Пострадао је 362. године у време цара Јулијана Одступника.
Почео је своју службу у војсци цара Константина Великог. Утицао је на њега да прими хришћанство. После смрти Константина Великог био је у служби његовог сина цара Констанција.
Након смрти цара Констанција, Римском царевином зацарио се Јулијан Одступник, идолопоклоник и прогонитељ хришћана. Чувши да се Јулијан зацарио и да је пошао у рат против Персијанаца, и добивши од Јулијана наређење да му се са својом војском придружи у Антиохији, Артемије се одазвао и одао Јулијану дужно поштовање као цару, подневши му поклоне, гледао је како муче свете исповеднике, Евгенија и Макарија. Посматрајући мучење светих људи и слушајући како цар хули на Господа Исуса Христа, Артемије приступи цару и рече: „Зашто, царе, тако нечовечно мучиш невине и Богу посвећене мужеве, и зашто их присиљаваш да се откажу од вере православне? Знај да си и ти човек, од исте човечанске природе; јер иако те је Бог поставио за цара, ипак и ти можеш бити подвргнут искушењу од ђавола. Ја сматрам да је први виновник зла лукави и злобни ђаво. И као што он некада измоли од Бога дозволу Да куша Јова и доби је, тако и тебе он диже против нас и натутка на нас, да тобом истреби Христову пшеницу и посеје свој кукољ. Но узалуд су његова напрезања и ништавна је његова сила; јер откако Господ Христос дође и пободен би крст, на који се подиже Господ, паде ђаволска гордост и сатрвена би ђаволова сила. Зато, не варај себе, царе, и не предај себе ђаволима, гонећи Богом чувани род хришћански. Знај, Христова јачина и сила су непобедиви и несавладљиви.“
Чувши то, Јулијан га је предао мучитељима, а након тога затворио у тамницу, заједно са Евгенијем и Макаријем који су тамо убрзо и умрли. Након што је Артемије 362. године прорекао брзу смрт сару Јулијану, овај је наредио да му главу одсеку мачем. Годину дана касније пророчанство се и остварило Јулијан је погинуо 363. године.
Православна црква прославља светог Артемија 20. октобра по јулијанском календару.